# Jan Frederik Helmers

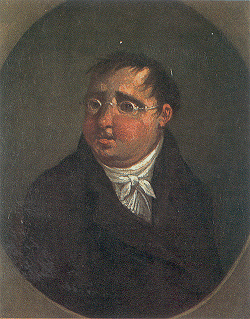
Jan Frederik Helmers (Porträt von P.Velijn - Atlas van Stolk Rotterdam).

Jan Frederik Helmers (* 7. März 1767 in Amsterdam, Niederlande; † 26. Februar 1813 in Amsterdam) war ein niederländischer Dichter und reicher Geschäftsmann.

## Leben
In seinen Gedichten äußerte er Bewunderung für die Renaissance und Voltaire. Sein Gedicht De Hollandsche Natie (Die niederländische Nation) von 1812 brachte ihm Probleme mit der französischen Besatzung ein. Als die Polizei im Februar 1813 mit kaiserlichen Befehl in seinem Haus an der Keizersgracht 16 eintraf, um ihn zu inhaftieren und nach Paris zu bringen, konnte sein Schwager Cornelis Loots ihr nur die Leiche des gerade gestorbenen Helmers zeigen.
Die französischen Besatzer verboten die Veröffentlichung des Gedichtes De Hollandse natie.
1794 heiratete er Catharina Wessels, mehrere seiner Kinder starben zu seinen Lebzeiten.
Amsterdam, die Geburtsstadt von Helmers, ehrte ihn mit einer Reihe von Straßennamen, nämlich Eerste, Tweede und Derde Helmersstraat.

## Werke
- Lijkzang op het graf van Nederland (1795)
- Aan het vaderland (1799)
- De Hollandsche natie (1812)